# Ürményi Ferenc (politikus)
Ürményi Ürményi Ferenc (Bécs, 1780. november 8. – Pest, 1858. február 11.) fiumei kormányzó, belső titkos tanácsos, koronaőr, az MTA igazgatósági tagja.

## Életrajza
Az előkelő és jómódú nemesi származású ürményi Ürményi családnak a sarja. Apja Ürményi József országbíró, anyja, komjáthi Komjáthy Borbála (1751–1830) volt. Az apai nagyszülei Ürményi István (1694–1767), királyi tanácsos, kancelláriai titkár, földbirtokos és puchnói Motesiczky Borbála (1713–1764) voltak. Az anyai nagyszülei komjáthi Komjáthy László, földbirtokos és Veres Klára voltak.
Rövid ideig az 1790-es évek elején tanítója és nevelője boldogfai Farkas Lajos piarista rendi pap volt. 1798-ban fejezte be a jogi tanulmányokat, majd két évi gyakornokoskodás után ügyvédi oklevelet nyert. 1803-tól a lembergi kamarai igazgatóságnál segéd volt, onnan 1808-ban az egyetemes udvari kamarához titoknokságra lépett elő.
1815-től császári és királyi udvari tanácsosi ranggal temesi kamarai igazgatóvá nevezték ki. Ő népesítette be magyar lakosokkal a Torontál vármegyei Ürményházát. Kieszközölte a csanádi káptalan és székesegyház akkori ingatlanbirtokát, a kamarai patronátushoz tartozó egyházi javadalmak ellátása is az ő gondoskodásának műve. 1822-ben az országhoz ismét visszakerült Fiume és a magyar tengerpart kormányzója lett.
Tizennégy évi működés után lemondott a kormányzóságról, és Pestre ment, ahol munkásságát főként az egyesületi téren foganatosította. A magyar Szent Korona őre volt, majd 1845. június 9-én akadémiai igazgatótagnak választották.

## Munkája
- Előadása a pesti magyar kereskedelmi bank elnökének… mellyet az 1845. jún. 7. egybegyült bankválasztmányához tartott. Buda. (Németül ugyanott.)